# Kate Winsletová
Kate Elizabeth Winsletová, CBE (nepřechýleně Winslet, * 5. října 1975 Reading, Berkshire, Anglie) je britská herečka. Je držitelkou několika ocenění, včetně Oscara, ceny Grammy, dvou cen Emmy, pěti cen BAFTA a pěti Zlatých glóbů. Časopis Time ji v letech 2009 a 2021 zařadil na seznam 100 nejvlivnějších lidí světa. V roce 2012 obdržela vyznamenání Řád britského impéria.
Známou se stala především díky rolím Rose DeWitt Bukaterové v dramatickém filmu Titanic (1997), který byl ve své době nejvýdělečnějším filmem a Marianne Dashwoodové ve filmu Rozum a cit. Winsletová poté ztvárnila hlavní role v kritiky uznávaných filmech Quills – Perem markýze de Sade (2000) a Iris (2001).

## Život
Narodila se v Readingu barmance Sally Ann a staviteli bazénů Rogeru Winsletovým. Má dvě sestry Beth a Annu a bratra Josse. Již v jedenácti začala studovat drama.
Jejím prvním dlouhodobým partnerem byl herec a scenárista Stephen Tredre, který po natočení Titanicu zemřel. V roce 1998 se vdala za režiséra Jima Threapletona, se kterým má dceru Miu Honey, pár se v roce 2001 rozvedl. Po rozvodu se seznámila s režisérem Samem Mendesem, za něhož se za dva roky vdala, mají syna jménem Joe Alfie, ale v roce 2010 se po sedmi letech rozvedli. V prosinci 2012 se vdala potřetí, jejím manželem se stal Ned RocknRoll, synovec Richarda Bransona. V prosinci 2013 se jim narodil syn Bear.

## Herecká kariéra
Hereckou kariéru začala již v dětském sci-fi seriálu Dark Season v roce 1991. Pak se objevovala v dalších seriálech. Pozornost jí přinesl v roce 1994 film Petera Jacksona Božská stvoření. Následovala role ve filmu Rozum a cit, který jí vynesl cenu BAFTA a nominace na Oscara a Zlatý glóbus.
Světoznámou herečkou se stala díky snímku Jamese Camerona Titanic, kde hrála pár spolu s Leonardem DiCapriem. Snímek se stal třetím nejvýdělečnějším filmem všech dob Po Titanicu začala natáčet převážně nízkorozpočtové nezávislé filmy jako Hideous Kinky nebo Jako dým. Naopak odmítla mnoho rolí ve velkofilmech jako Anna a král nebo ve filmové trilogii Pán prstenů.
Objevila se také v komediálním seriálu BBC Extras, kde parodovala sama sebe. Dvěma postavám seriálu v něm říká, že pracuje na filmu o holokaustu, protože je unavená z toho, jak stále prohrává na Oscarech (v té již získala čtyři nominace), a každý, kdo natočil film o holocaustu, Oscara získal.
Ve svých dvaadvaceti letech se stala nejmladší osobou, která získala dvě nominace na Oscara. Nominována byla za herecké výkony ve filmech Rozum a cit, Titanic, Iris, Věčný svit neposkvrněné mysli a Jako malé děti.
Na 66. ročníku udílení cen Zlatý glóbus zvítězila ve dvou kategoriích, nejlepší herečka v hlavní roli ve filmu – drama za snímek Nouzový východ a nejlepší herečka ve vedlejší roli ve filmu za snímek Předčítač.
Na 81. ročníku vyhlášení cen Akademie získala Oscara v kategorii nejlepší ženský herecký výkon v hlavní roli za film Předčítač.
V roce 2011 hrála jednu z hlavních rolích ve filmu Bůh masakru režiséra Romana Polańského.
V roce 2012 jí bylo uděleno britskou královnou Alžbětou II. vyznamenání Řádu britského impéria.

## Filmografie

### Film
| Rok  | Název                              | Role                      | Poznámky                       |
| ---- | ---------------------------------- | ------------------------- | ------------------------------ |
| 1994 | Nebeská stvoření                   | Juliet Hulme              |                                |
| 1995 | Calvin na dvoře krále Artuše       | princezna Sarah           |                                |
| 1995 | Rozum a cit                        | Marianne Dashwood         |                                |
| 1996 | Jude                               | Sue Bridehead             |                                |
| 1996 | Hamlet                             | Ofélie                    |                                |
| 1997 | Titanic                            | Rose DeWitt Bukaterová    |                                |
| 1998 | Hideous Kinky                      | Julia                     |                                |
| 1999 | V říši víl a skřítků               | Brigid (hlas)             |                                |
| 1999 | Jako dým                           | Ruth                      |                                |
| 2000 | Quills – Perem markýze de Sade     | Madeleine „Maddy“ LeClerc |                                |
| 2001 | Enigma                             | Hester Wallace            |                                |
| 2001 | Vánoční koleda                     | Belle (hlas)              |                                |
| 2001 | Iris                               | mladá Iris Murdochová     |                                |
| 2003 | Plunge: The Movie                  | Clare                     |                                |
| 2003 | Život Davida Galea                 | Bitsey Bloom              |                                |
| 2004 | Věčný svit neposkvrněné mysli      | Clementine Kruczynská     |                                |
| 2004 | Hledání Země Nezemě                | Sylvia Llewelyn Davies    |                                |
| 2004 | Smečka                             | Suki (hlas)               |                                |
| 2005 | Romance a cigarety                 | Tula                      |                                |
| 2006 | Jako malé děti                     | Sarah Pierce              |                                |
| 2006 | Všichni královi muži               | Anne Stanton              |                                |
| 2006 | Spláchnutej                        | Rita (hlas)               |                                |
| 2006 | Prázdniny                          | Iris Simpkinsová          |                                |
| 2008 | Předčítač                          | Hanna Schmitz             |                                |
| 2008 | Nouzový východ                     | April Wheelerová          |                                |
| 2011 | Bůh masakru                        | Nancy Cowan               |                                |
| 2011 | Nákaza                             | Dr. Erin Mears            |                                |
| 2013 | Mládeži nepřístupno                | Beth                      |                                |
| 2013 | Prodloužený víkend                 | Adele                     |                                |
| 2014 | Králova zahradnice                 | Sabine De Barra           |                                |
| 2014 | Divergence                         | Jeanine Matthews          |                                |
| 2015 | Rezistence                         | Jeanine Matthews          |                                |
| 2015 | Daisy Chain                        | Buttercup (hlas)          | krátkometrážní film            |
| 2015 | NAYA: Legend of the Golden Dolphin | vypravěčka                | dokumentární film              |
| 2015 | Švadlena                           | Myrtle „Tilly“ Dunnage    |                                |
| 2015 | Steve Jobs                         | Johanna Hoffman           |                                |
| 2016 | Triple 9                           | Irina Vlaslov             |                                |
| 2016 | Ztracený dopis                     | vypravěč                  | krátkometrážní film            |
| 2016 | Collateral Beauty: Druhá šance     | Claire Wilson             |                                |
| 2017 | Hora mezi námi                     | Ashley Knox               |                                |
| 2017 | Kolo zázraků                       | Ginny                     |                                |
| 2018 | Mary a čarodějná květina           | Madame Mumblechook (hlas) |                                |
| 2019 | V oblacích                         | Blanche (hlas)            |                                |
| 2019 | Černý víkend                       | Jennifer                  |                                |
| 2020 | Amonit                             | Mary Anning               |                                |
| 2020 | Černá kráska                       | Black Beauty (hlas)       |                                |
| 2022 | Avatar: The Way of Water           | Ronal                     |                                |
| 2023 | Lee: Fotografka v první linii      | Lee Millerová             | postprodukce; také producentka |
| 2024 | Avatar 3                           | Ronal                     | postprodukce                   |

### Televize
| Rok       | Název                         | Role                    | Poznámky                            |
| --------- | ----------------------------- | ----------------------- | ----------------------------------- |
| 1991      | Dark Season                   | Reet                    | 6 dílů                              |
| 1992      | Anglo-saské vztahy            | Caroline Jenington      | minisérie                           |
| 1992–1993 | Get Back                      | Eleanor Sweet           | 15 dílů                             |
| 1993      | Casualty                      | Suzanne                 | díl: „Family Matters“               |
| 2004      | Pride                         | Suki (hlas)             | TV film                             |
| 2004      | Saturday Night Live           | sama sebe (moderátorka) | díl: „Kate Winslet/Eminem“          |
| 2005      | Komparz                       | sama sebe               | díl: „Kate Winslet“                 |
| 2011      | Mildred Pierceová             | Mildred Pierceová       | minisérie                           |
| 2015      | Running Wild with Bear Grylls | sama sebe               | díl: „Kate Winslet“                 |
| 2015      | Snow Chick                    | vypravěčka              | TV film                             |
| 2019–2020 | Moominvalley                  | Mrs Fillyjonk (hlas)    | 6 dílů                              |
| 2021      | Mare z Easttownu              | Mare Sheehan            | minisérie; také výkonná producentka |
| 2022      | I Am...                       | Ruth                    | díl: „I Am Ruth“                    |
| 2024      | The Regime                    | diktátorka              | minisérie; také výkonná producentka |